# Sinopodisma wuyishana
Sinopodisma wuyishana är en insektsart som beskrevs av Zheng, Z., Lian och G. Xi 1985. Sinopodisma wuyishana ingår i släktet Sinopodisma och familjen gräshoppor. Inga underarter finns listade i Catalogue of Life.